# روقش
رَوْقَش أو عُصفور ماسِيّ أحد أصغر الطيور الأسترالية حيث يعلو من ٨ إلى ١٠ سم، وأحد أكثر الطيور تلوينًا. ومع أنه شائع في جميع الأجزاء الخصبة في أستراليا (الساحل الشرقي والجنوب الشرقي والزاوية الجنوبية الغربية) إلا أنه نادرًا ما يُرى من كثب لتحديد الهوية.

## الوصف
جسمه صغير الحجم يطول من ٨ إلى ١٠ سم. منقاره وذنبه وجناحة قُصَارٌ. يميل لون ثوبه العلوي إلى الخُضرة تتخلله رقشة بيضاء له مسحة فضية تتلألأ مثل قطع الماس. حاجباه وزوره وصدره وبطنه لى البياض العاجي.

## التعشيش
يدثن أفحوصه في الجرف الشديد الانحدار، على شكل نفق يطول نحو ٦٠ سم تؤدي إلى خدر قطره نحو ١٥ سم.

## معرض الصور

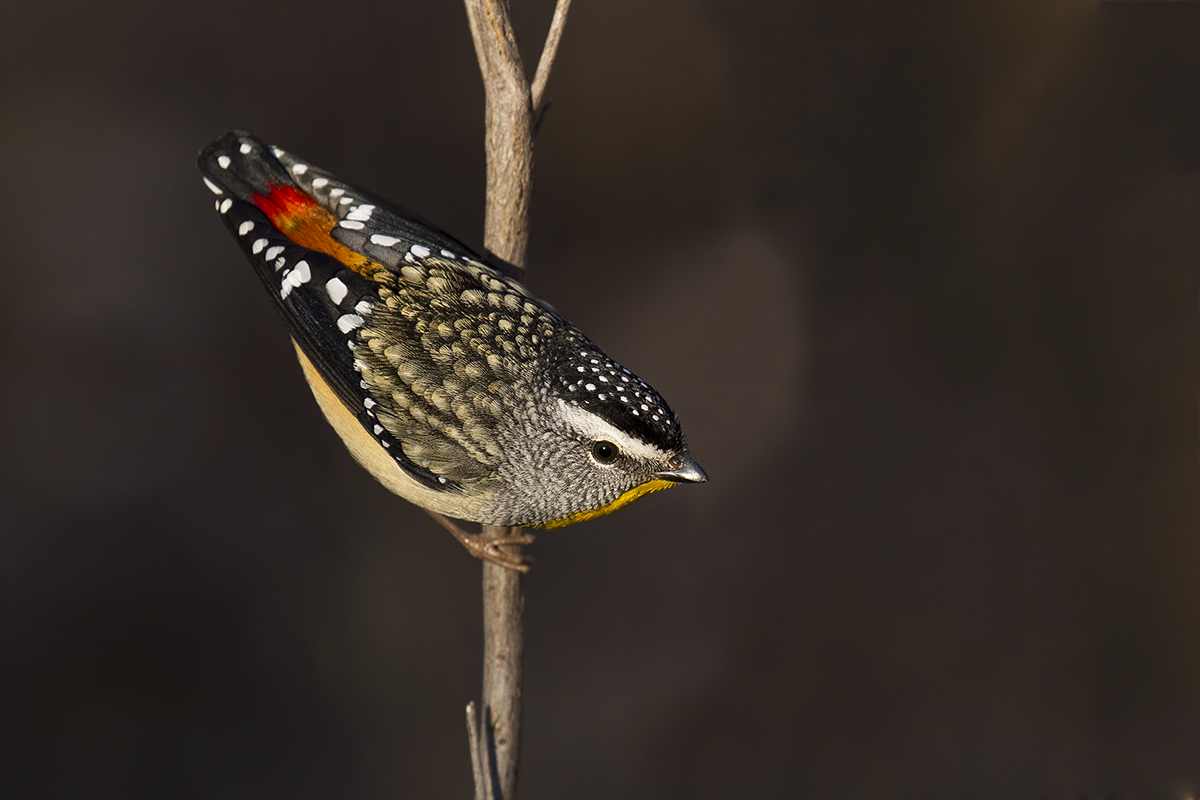
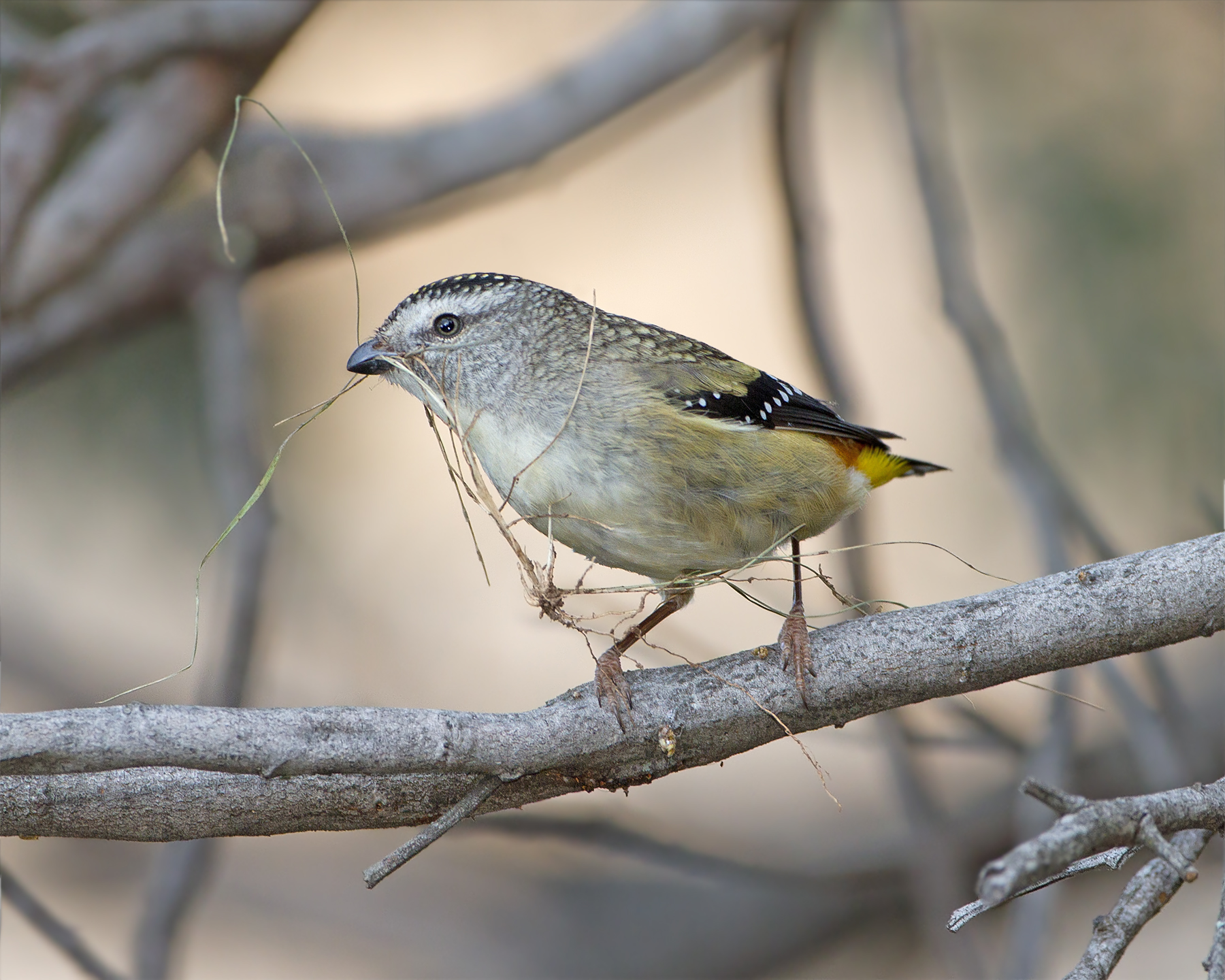